# TVPaint
TVPaint – program do tworzenia animacji. Rozpowszechniany przez francuską firmę TVPaint Developpement.
Pierwsza wersja TvPaint 1.0 powstała w 1991 na platformę Amiga i została napisana przez studentów Metz Academie of Arts. Przez kilka lat program był również dystrybuowany pod handlowymi nazwami Newtek Aura i Bauhaus Mirage na platformę Windows i MacOS. Twórcy programu zrezygnowali z dystrybutorów i od 2006 roku powrócono do pierwotnej nazwy. Nowsze wersje są również dostępna wersja na Linuksa oraz system Android.
Program obsługuje popularne formaty; JPEG, TGA, FLI, Quicktime, AVI, BMP, PCX, PNG, TIFF, PSD, GIF i DEEP (oryginalny format zapisu animacji). Projekty są zapisywane z rozszerzeniem TVP Animation.